# Масові поховання під Ізюмом
Масові поховання під Ізюмом було знайдено 15 вересня 2022 року після звільнення більшої частини Харківської області від російських військ. У ході ексгумації було виявлено 447 тіл: 414 тіл цивільних осіб (194 чоловіки, 215 жінок, 5 дітей), 22 військовослужбовців, 11 тіл, стать яких не встановлена; більшість з цих людей загинули насильницькою смертю, 30 тіл мають явні сліди катувань.
Могили були розташовані серед дерев і позначені дерев'яними хрестами. Серед похованих переважно цивільні, іноді діти, а також щонайменше 17 солдатів ЗСУ. Більшість похованих померли насильницькою смертю від артилерійського вогню, вибухів мін та рідше авіаударів, також тіла з мотузкою на шиї, зі зв'язаними руками, з поламаними кінцівками та з вогнепальними пораненнями, у декількох чоловіків ампутовані геніталії.
Перші бої за Ізюм тривали протягом усього березня, після чого місто було в російській окупації з 1 квітня по 10 вересня 2022 року.

## Передумови

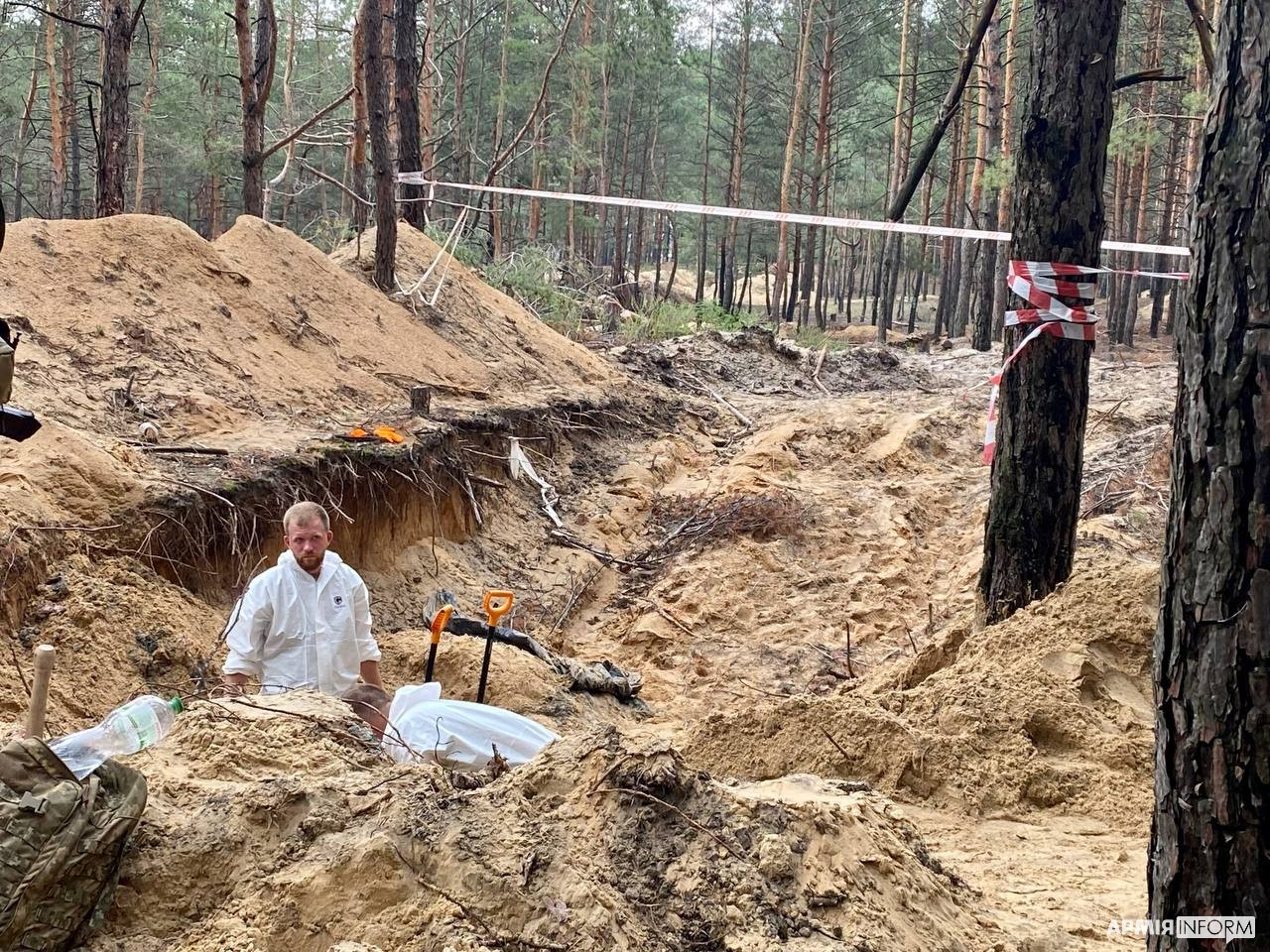
Ексгумації в Ізюмі після російської окупації

У рамках вторгнення в Україну 2022 року російські військові зайшли в Україну з боку південного кордону Білорусі. У березні 2022 року почалася битва за контроль над містом Ізюм через важливість міста як транспортного вузла. Російські військові хотіли захопити Ізюм, щоб їхні сили в Харківській області могли з'єднатися з їхніми військами на Донбасі. 1 квітня українські військові підтвердили, що Ізюм знаходиться під контролем Російської Федерації.
Після початку українського південного контрнаступу на Херсонщині наприкінці серпня українські війська почали одночасний контрнаступ на початку вересня в Харківській області, на північному сході країни. Після несподіваного проникнення вглиб російських військ Україна повернула собі багато сотень квадратних кілометрів території до 9 вересня. 10 вересня 2022 року українські війська відбили місто під час контрнаступу українських військ на Харківщині у 2022 році.

## Звіти

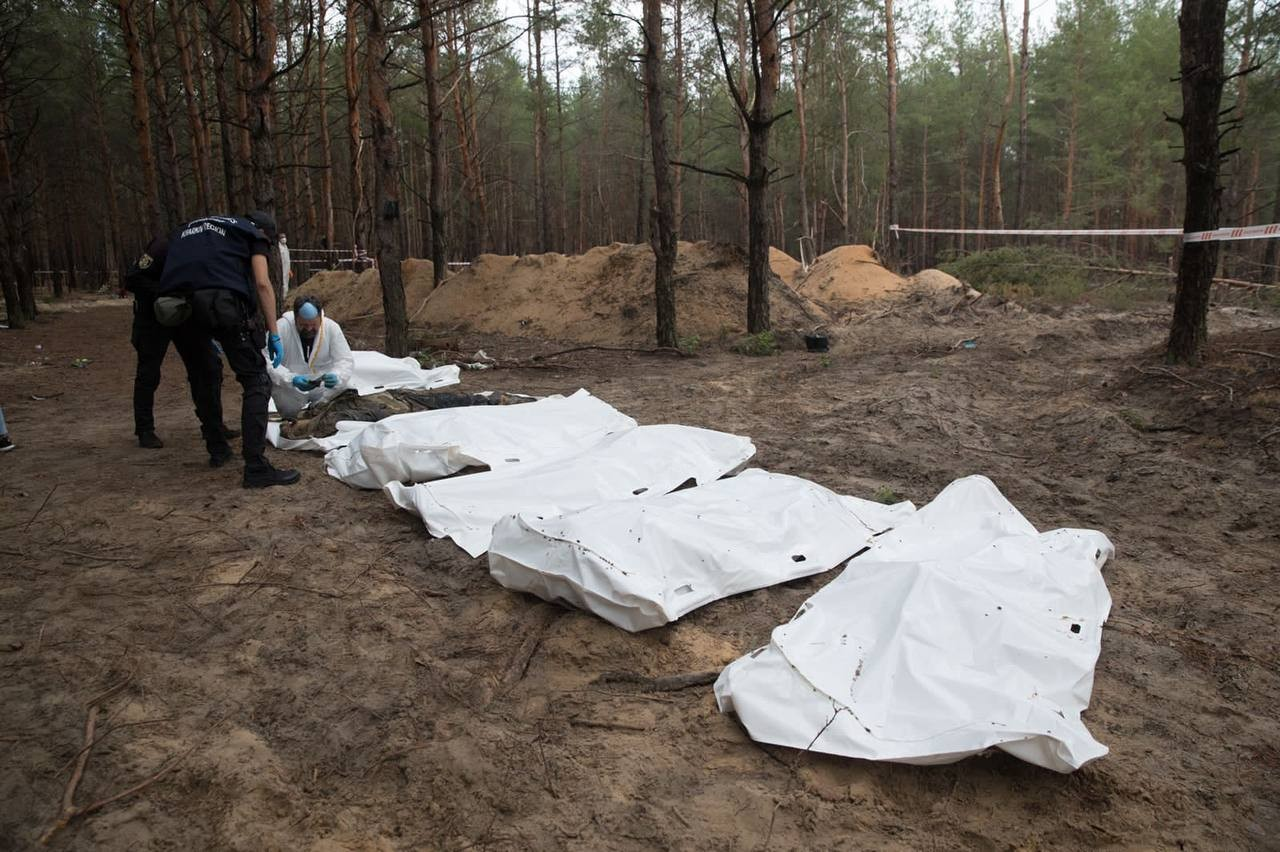
Кладовище в Ізюмі, створене під час російської окупації

Фото- та відеодокази різанини з'явилися 15 вересня 2022 року після того, як російські війська були вибиті з міста під час контрнаступу на Харків. Серед дерев були сотні могил із простими дерев'яними хрестами, більшість із них позначені лише номерами, тоді як на одній із більших могил було написано, що там знаходяться тіла щонайменше 17 українських солдатів. До 16 вересня слідчі виявили понад 445 поховань як мирних жителів, так і військових, декотрі з ідентифікацією та визначенням місця розташування допомогла Тамара Володимирівна, керівник місцевого похоронного бюро. Володимирівна отримала вказівку від окупантів могили вказувати лише номерами та записувати в журнал як номер, так і імена осіб.
За словами влади, на деяких тілах були зв'язані за спиною руки та сліди тортур. Олег Синєгубов, голова Харківської області, зазначив: «Серед ексгумованих сьогодні тіл 99 % мають ознаки насильницької смерті. Є кілька тіл зі зв'язаними за спиною руками, одна людина похована з мотузкою на шиї. Очевидно, цих людей катували і стратили. Серед похованих також є діти».
Мешканці, які пережили окупацію, стверджують, що росіяни стріляли по конкретних особах і вже мали списки військовослужбовців, сімей військових чи ветеранів війни на Донбасі. Вони також заявили, що підбираючи жертв, вони тероризували мешканців міста, публічно роздягаючи їх. Володимирівна стверджувала, що їй дозволили поховати територіальних оборонців і деяких бійців, але більшість загиблих українських військових їй не дозволили поховати і не вони досі не знають, де знаходяться тіла.

## Розслідування

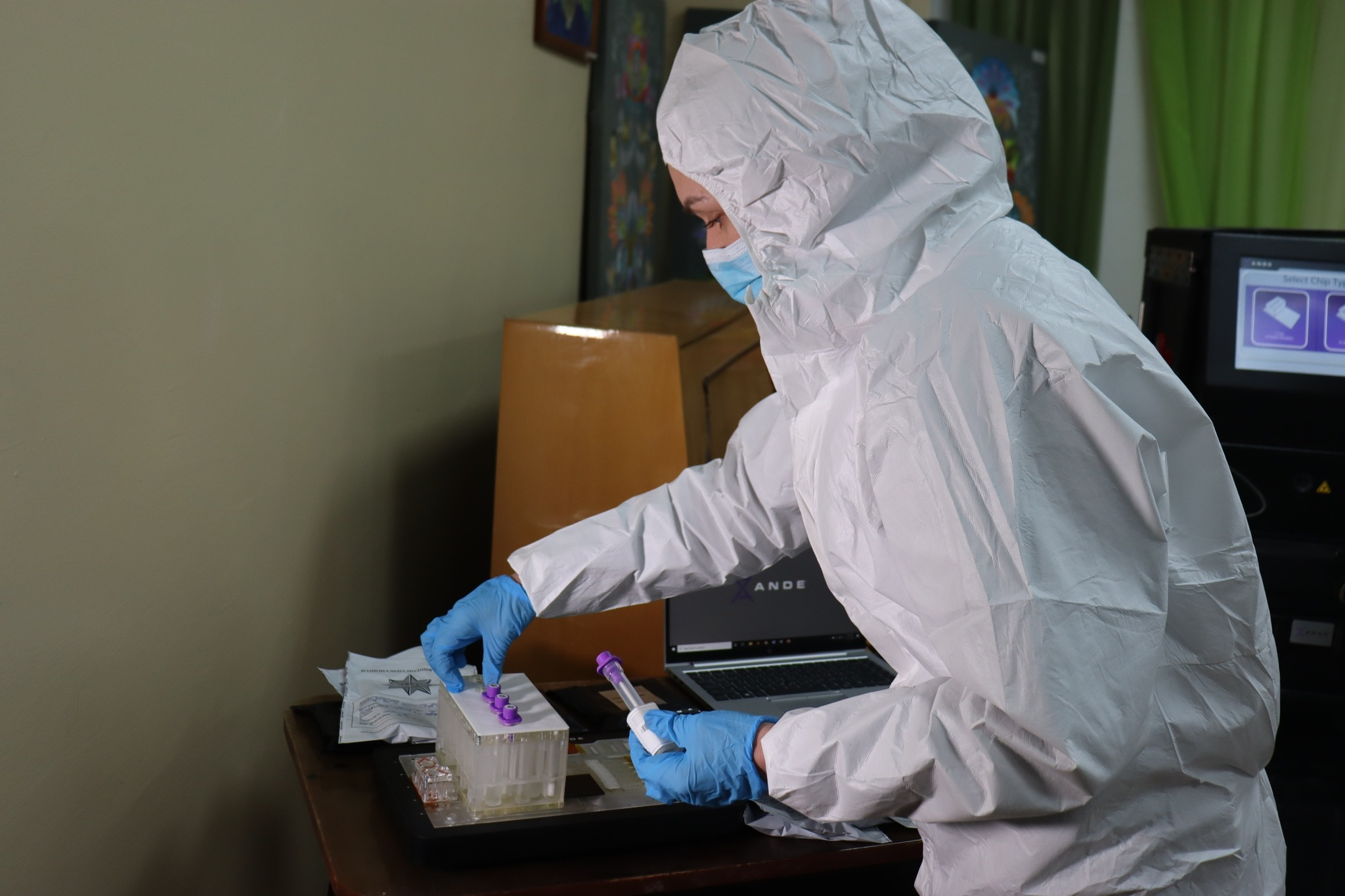
Робота в Ізюмі наданої Говардом Баффеттом лабораторії, що ідентифікує загиблих за аналізом ДНК

16 вересня стало відомо, що ООН направить слідчих до Ізюма.

## Реакції
Президент України Володимир Зеленський порівняв знахідку з різаниною в Бучі, коли чиновники почали судово-медичні розслідування.
Високий представник Європейського Союзу з питань закордонних справ і політики безпеки Жозеп Боррель заявив, що Євросоюз глибоко шокований похованнями, рішуче засуджує ці звірства, і пообіцяв, що Росія, її керівництво та всі, хто причетний до порушень міжнародного права в Україні, будуть притягнуті до відповідальності. Чехія, що головує в Раді Євросоюзу, закликала до негайного створення спеціального міжнародного трибуналу.
Вбивства в Ізюмі засудили посадовці багатьох держав, зокрема прем'єр-міністр Канади Джастін Трюдо, президент Франції Емманюель Макрон та державний секретар США Ентоні Блінкен. Представник Ради національної безпеки Білого дому Джон Кірбі сказав, що це «відповідає порочності та жорстокості, з якими російські сили ведуть цю війну проти України та українського народу».